# Liste der Mitglieder der National Academy of Sciences/1912
Im Jahr 1912 wählte die National Academy of Sciences der Vereinigten Staaten 9 Personen zu ihren Mitgliedern.

## Neugewählte Mitglieder
- John J. Abel (1857–1938)
- Charles Davenport (1866–1944)
- Samuel J. Meltzer (1851–1920)
- John Murray (1841–1914)
- Harry F. Reid (1859–1944)
- Roland Thaxter (1858–1932)
- William Wheeler (1865–1937)
- David White (1862–1935)
- Robert Wood (1868–1955)